# Maxillaria batemanii
Maxillaria batemanii är en orkidéart som beskrevs av Eduard Friedrich Poeppig och Stephan Ladislaus Endlicher. Maxillaria batemanii ingår i släktet Maxillaria och familjen orkidéer. Inga underarter finns listade i Catalogue of Life.